# Arteria circunfleja ilíaca profunda
La arteria circunfleja ilíaca profunda es una arteria de la pelvis que se origina como rama colateral de la arteria ilíaca externa y discurre a lo largo de la cresta ilíaca del hueso coxal.

## Trayecto
Nace de la cara lateral de la arteria ilíaca externa más o menos enfrente del origen de la arteria epigástrica inferior.
Asciende oblicuamente y lateralmente, posterior al ligamento inguinal, contenida en una vaina fibrosa formada por la unión de la fascia transversal y la fascia ilíaca. Se dirige hacia la espina ilíaca anterior superior, donde se anastomosa con la rama ascendente de la arteria circunfleja femoral lateral.
Entonces perfora la fascia transversal y se dirige medialmente a lo largo de labio interno de la cresta ilíaca hasta un punto donde perfora el músculo transverso del abdomen. Desde allí, discurre posteriormente entre dicho músculo y el músculo oblicuo interno abdominal, para anastomosarse con la arteria iliolumbar y la glútea superior.
Enfrente de la espina ilíaca anterior superior, emite una larga rama ascendente; esta rama sube entre los músculos oblicuo interno abdominal y transverso del abdomen, irrigándolos, y anastomosándose con las arterias lumbares y la arteria epigástrica inferior.

## Ramas
Presenta ramos musculares, de los cuales el más importante es la arteria epigástrica externa (de Stieda), y dos ramas terminales, una ascendente abdominal para los músculos y tegumentos de la pared del abdomen y otra transversal o iliaca.

## Distribución
Se distribuye hacia los músculos tensor de la fascia lata, iliopsoas, oblicuos interno y externo abdominales y transverso del abdomen, y la piel abdominal.
La arteria circunfleja ilíaca profunda sirve de fuente de suministro sanguíneo principal hacia el injerto óseo de cresta ilíaca anterior.

## Imágenes adicionales
|                                            |
| Venas cavas y ácigos, con sus tributarias. |

|                                                   |
| Venas de la mitad derecha de la pelvis masculina. |